# Croton olanchanus
Espèce
Classification APG III (2009)
Croton olanchanus est une espèce de plantes à fleurs du genre Croton et de la famille des Euphorbiaceae, présente au Honduras.